# Narraciones Históricas desde el año 1700 al 1725
Narraciones Históricas desde el año 1700 al 1725 és el títol del llibre que va escriure el militar català austriacista i historiador Francesc de Castellví i Obando (Montblanc, Principat de Catalunya, 1682 - Viena, Arxiducat d'Àustria, 1757) on explicà els esdeveniments entre 1700 i 1725 dels fets viscuts en primera persona.

## El títol complet
Narraciones históricas desde el año 1700 hasta el año 1725. Motivos que precedieron a las turbaciones de España, en particular a las de Cataluña; estado, resoluciones y fuerzas de las potencias interesadas en esta guerra; sitios de plazas sorpresas, defensas y condiciones, batallas, combates y reencuentros, con su resumen a la fin de cada uno de los sucesos que acaecieron en España, singularmente del último bloqueo y sitio de Barcelona en 1713 y 1714. Motivos, resoluciones, defensas, asaltos y rendiciones: abolición de los fueros, honores y antiguas leyes, plan de nuebo gobierno; confirmado todo en documentos auténticos. Precedidas de tres breves comentarios, el primero desde la población de España hasta la expulsión de los moros; el segundo, cronológico, desde el Rey Don Pelayo hasta el Rey Don Henrique IV de Castilla; el tercero, histórico y genealógico, político y militar de los Condes de Barcelona, Reyes de Aragón y después Reyes de España hasta el año 1700. Escritos por Don Francisco Castellví, natural del Principado de Cathaluña, nacido en la Real Villa de Montblanch, capital del Ducado de este nombre; con cuyo título los primogénitos de los Reyes de Aragón condecoraban sus personas; colegial del Colegio de Caballeros de la Purísima Concepción de la Antiquísima Universidad de Lérida, capitán que fué en el Regimiento de los Ciudadanos de Barcelona llamado la Coronela; en los años de 1714 hasta 1725.
(En català, ''Narracions històriques des de l'any 1700 fins a l'any 1725. Motius que van precedir les torbacions d'Espanya, en particular les de Catalunya; estat, resolucions i forces de les potències interessades en aquesta guerra; setges de places, sorpreses, defenses i condicions, batalles, combats i retrobaments, amb el seu resum per tal que cadascun dels successos que van ocórrer a Espanya, singularment de l'últim bloqueig i setge de Barcelona de 1713 i 1714. Motius, resolucions, defenses, assalts i rendicions; abolició dels furs, honors i antigues lleis, pla de nou govern; confirmat tot en documents autèntics. Precedides de tres breus comentaris, el primer des de la població d'Espanya fins a l'expulsió dels moros; el segon, cronològic, des del Rei Dom Pelai fins al Rey Dom Enric IV de Castella; el tercer, històric i genealògic, polític i militar dels Comtes de Barcelona, Reis d'Aragó i després Reis d'España fins a l'any 1700. Escrits per Dom Francesc Castellví, natural del Principat de Cathalunya, nat a la Reial Vila de Montblanch, capital del Ducat d'aquest mateix nom; amb el títol del qual els primogènits dels Reis d'Aragó condecoraven les seves persones; col·legial del Col·legi de Cavallers de la Puríssima Concepció de l'Antiquíssima Universitat de Lleida, capità que va ser en el Regiment dels Ciutadans de Barcelona anomenat la Coronela; en els anys de 1714 fins a 1725)
N'és l'obra més important i una de les fonts més importants, ja que explica la guerra de Successió i la situació interna catalana després del conflicte armat. El manuscrit original es conserva al Haus-, Hof- und Staatsarchiv de Viena.

## Alguns fragments
Sobre la situació a la península Ibèrica abans de la guerra:
"Què és Espanya? He observat, tractant amb diverses nacions, que molts es consideren instruïts en història i tenen notables equivocacions respecte Espanya, i, no pocs, creuen que els regnes i províncies que conté Espanya tenen un mateix idioma, les mateixes lleis, excempcions, tradicions i vestits. Per corregir aquestes equivocacions, em valdré d'algunes similituds o comparacions... Eren aquestes nacions del continent d'Espanya, diferents en lleis, tradicions, vestimenta i idiomes. En lleis com es pot apreciar en els seus estatuts particulars; en tradicions i vestits ho veurà qui hi viatgi; en idiomes, n'hi ha quatre de diferents, que són el portuguès, el viscaí, el català i el castellà o aragonès. De resultes d'això, es pot apreciar clarament que, tot i que al continent d'Espanya s'anomenen als seus naturals espanyols, eren i són diferents."
Sobre el trencament del Pacte de Gènova pels anglesos: 
"El ministeri anglès, va declarar com a impertinent i impracticable, la demanda de l'Emperador d'erigir Catalunya en República. I així s'ha vist després, que el designi del ministeri anglès era el de sacrificar la Nació Catalana als seus capricis."
Sobre la batalla d'Almenar (1710): 
"Va admirar a ambdós exèrcits l'ardor dels dos prínceps competidors al tron d'Espanya. El Rei Carles es va posar a la dreta del seu exèrcit, junt al Regiment dels Reials Guàrdies Catalans; el Rei Felip, a la dreta, entre els Reials Guàrdies Castellans."